# Dolnja Košana
Dolnja Košana este o localitate din comuna Pivka, Slovenia, cu o populație de 384 de locuitori.